# Sint-Annakapel (Beegden)
De Sint-Annakapel is een kapel in het dorp Beegden in de Nederlandse gemeente Maasgouw. De kapel staat op de hoek van de Heerstraat Noord met de Duinenberg. 
Op ongeveer 350 meter naar het zuidwesten bevindt zich de Onze-Lieve-Vrouw-van-Altijddurende-Bijstandkapel en op ongeveer 600 meter naar het zuidwesten staat de Sint-Servatiuskapel.
De kapel is gewijd aan de heilige Anna.

## Geschiedenis
Volgens de legende is de kapel gebouwd als moordkapel. Twee herders zouden ooit hier slaags geraakt zijn, waarbij een van de herders door de ander werd gedood. Een welgestelde familie uit Beegden trok zich de dood van de herder en diens familie aan. Om de gedode herder te herdenken lieten ze een herinneringskapel bouwen. De moeder van de herder zou net zo veel verdriet gehad hebben als Maria met de kruisdood en men wilde daarom een kapel aan haar wijden. Beegden had echter al een Mariakapel en de kapel werd daarom in de plaats gewijd aan de moeder van Maria.
In 1968 werd de oude kapel afgebroken vanwege wegverbreding van de Heerstraat Noord en werd tegenover de oorspronkelijke plek herbouwd.
In 2012-2013 werd er een nieuwe kapel gebouwd die op 21 juni 2013 ingezegend werd door de pastoor.

## Gebouw
De bakstenen kapel is opgetrokken op een rechthoekig plattegrond en wordt gedekt door een zadeldak met leien. De beide zijgevels hebben elk twee rondboogvensters met glas-in-lood. De frontgevel is een puntgevel met verbrede aanzet en schouderstukken en op de top staat een kruis van siersmeedwerk. In de frontgevel bevindt zich de korfboogvormige toegang die wordt afgesloten met een deur.
In de kapel staat op het altaar het Sint-Annabeeld.